# Carex altaica
Carex altaica är en halvgräsart som först beskrevs av Boris Nikolaevich Gorodkov, och fick sitt nu gällande namn av V.I. Kreczetowicz. Carex altaica ingår i släktet starrar, och familjen halvgräs. Inga underarter finns listade i Catalogue of Life.